# Sălătrucel
Sălătrucel é uma comuna romena localizada no distrito de Vâlcea, na região de Oltênia. A comuna possui uma área de 40.56 km² e sua população era de 2155 habitantes segundo o censo de 2007.